# Saint-Denis-d'Aclon
Saint-Denis-d'Aclon est une commune française située dans le département de la Seine-Maritime, en région Normandie.

## Géographie

### Localisation
La commune s'étend sur la rive gauche de la Saâne, dans le pays de Caux. Jusqu'en 2015, elle faisait partie du canton d'Offranville.

### Hydrographie
La commune est située dans le bassin Seine-Normandie. Elle est drainée par la Saâne, deux bras de la Saâne et un autre petit cours d'eau,.
La Saâne, d'une longueur de 40 km, prend sa source dans la commune d'Yerville et se jette  dans la Mancheen limite des communes de Sainte-Marguerite-sur-Mer et de Quiberville-sur-Mer, après avoir traversé 24 communes. 
Un plan d'eau complète le réseau hydrographique : le plan d'eau 1 de la commune de Saint Aubin Denis d'Aclon (2,38 ha),.

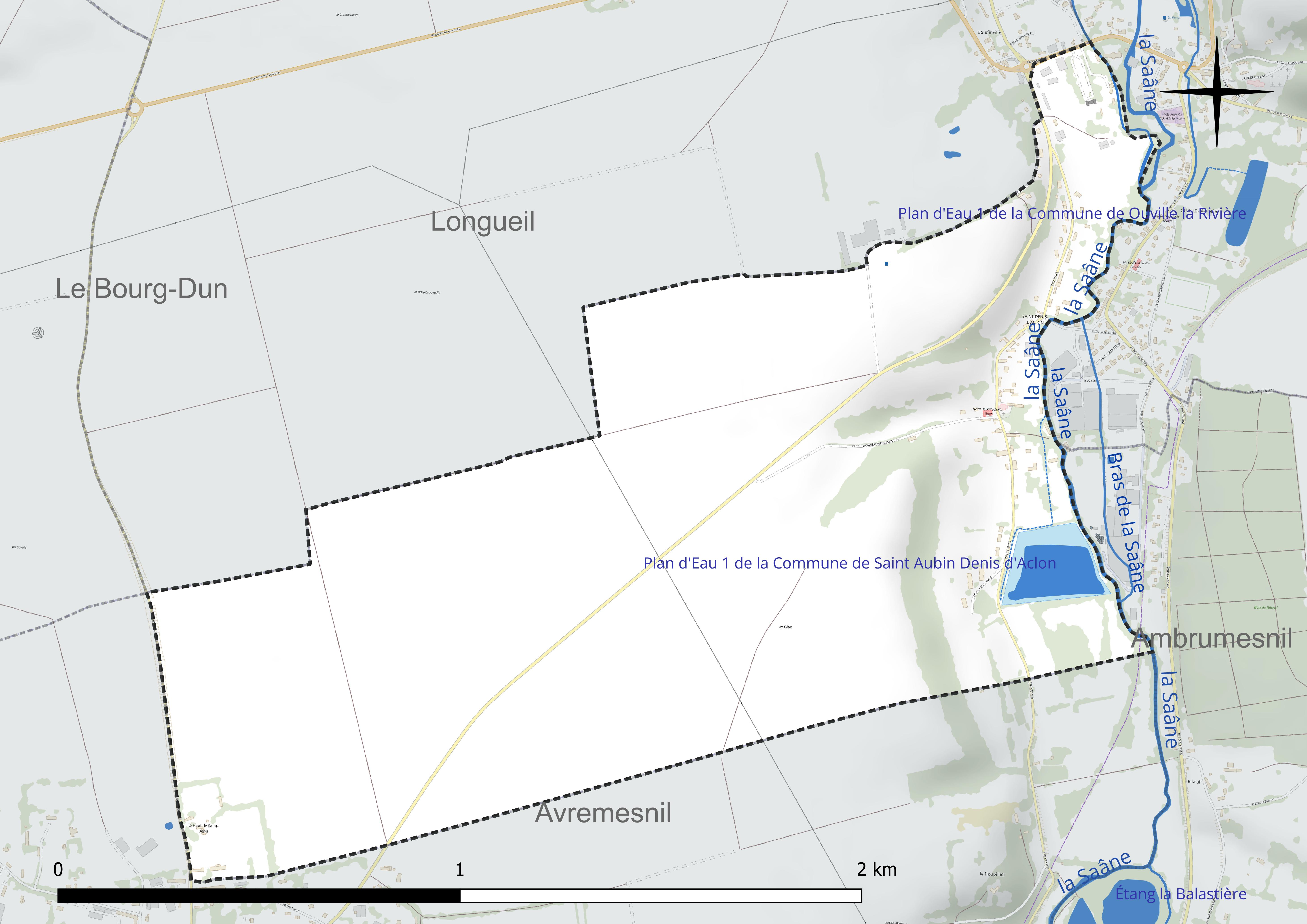
Réseau hydrographique de Saint-Denis-d'Aclon.

### Climat
Pour des articles plus généraux, voir Climat de la Normandie et Climat de la Seine-Maritime.
En 2010, le climat de la commune est de type climat océanique franc, selon une étude du CNRS s'appuyant sur une série de données couvrant la période 1971-2000. En 2020, Météo-France publie une typologie des climats de la France métropolitaine dans laquelle la commune est exposée à un climat océanique et est dans la région climatique Côtes de la Manche orientale, caractérisée par un faible ensoleillement (1 550 h/an) ; forte humidité de l’air (plus de 20 h/jour avec humidité relative > 80 % en hiver), vents forts fréquents. Parallèlement le GIEC normand, un groupe régional d’experts sur le climat, différencie quant à lui, dans une étude de 2020, trois grands types de climats pour la région Normandie, nuancés à une échelle plus fine par les facteurs géographiques locaux. La commune est, selon ce zonage, exposée à un « climat maritime », correspondant au Pays de Caux, frais, humide et pluvieux, légèrement plus frais que dans le Cotentin.
Pour la période 1971-2000, la température annuelle moyenne est de 10,8 °C, avec une amplitude thermique annuelle de 12,7 °C. Le cumul annuel moyen de précipitations est de 856 mm, avec 12,7 jours de précipitations en janvier et 8,3 jours en juillet. Pour la période 1991-2020, la température moyenne annuelle observée sur la station météorologique la plus proche, située sur la commune de Dieppe à 11 km à vol d'oiseau, est de 11,3 °C et le cumul annuel moyen de précipitations est de 805,2 mm,. Pour l'avenir, les paramètres climatiques de la commune estimés pour 2050 selon différents scénarios d'émission de gaz à effet de serre sont consultables sur un site dédié publié par Météo-France en novembre 2022.

## Urbanisme

### Typologie
Au 1er janvier 2024, Saint-Denis-d'Aclon est catégorisée commune rurale à habitat dispersé, selon la nouvelle grille communale de densité à sept niveaux définie par l'Insee en 2022.
Elle est située hors unité urbaine. Par ailleurs la commune fait partie de l'aire d'attraction de Dieppe, dont elle est une commune de la couronne,. Cette aire, qui regroupe 62 communes, est catégorisée dans les aires de 50 000 à moins de 200 000 habitants,.

### Occupation des sols
L'occupation des sols de la commune, telle qu'elle ressort de la base de données européenne d’occupation biophysique des sols Corine Land Cover (CLC), est marquée par l'importance des territoires agricoles (91,1 % en 2018), une proportion sensiblement équivalente à celle de 1990 (90,9 %). La répartition détaillée en 2018 est la suivante : 
terres arables (74,9 %), prairies (16,2 %), zones urbanisées (8,9 %). L'évolution de l’occupation des sols de la commune et de ses infrastructures peut être observée sur les différentes représentations cartographiques du territoire : la carte de Cassini (XVIIIe siècle), la carte d'état-major (1820-1866) et les cartes ou photos aériennes de l'IGN pour la période actuelle (1950 à aujourd'hui).

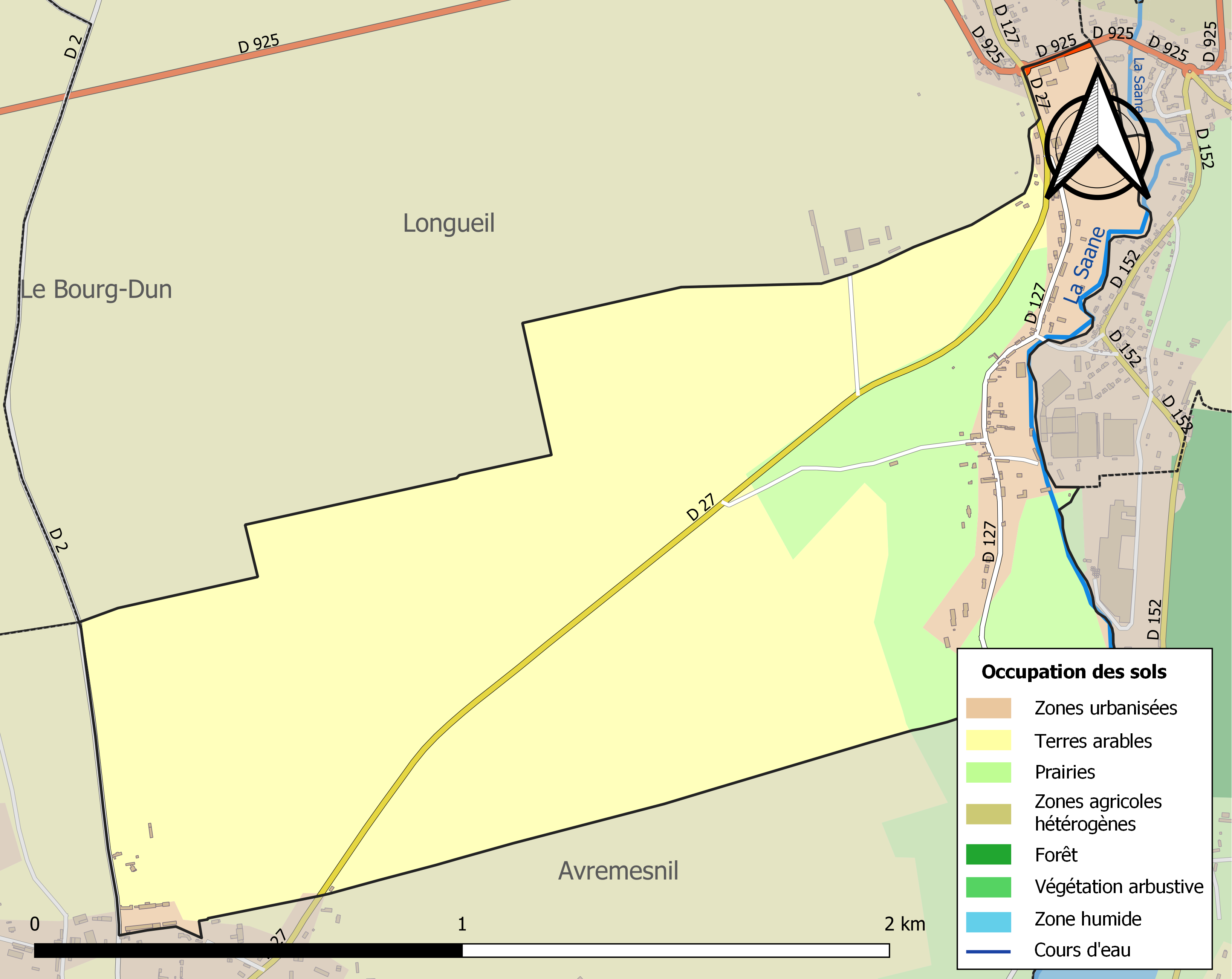
Carte des infrastructures et de l'occupation des sols de la commune en 2018 (CLC).

## Toponymie
Le nom de la localité est attesté sous les formes sanctus Dionysus de Haqueron en 1219, de Haquelon au XIIIe siècle en 1283, Ecclesia Sancti Dionysii de Haguelon vers 1240, Saint Denis de Raquelont en 1319, 1398, 1403 et 1422, Saint Denis de Haquelon en 1369 et 1373, parroisse de Saint Denis de Haguelon en 1399, Ecclesia Sancti Dionisii de Haquelont en 1438 et 1439, Saint Denis de Haquelon en 1454, Hacquelon en 1500 et 1501, Haquelon en 1648, Saint Denis de Haquelon entre 1704 et 1738, Saint Denis Daclon en 1757, Saint Denis d'Aclon en 1788.
L'hagiotoponyme Saint-Denis est le nom de plusieurs localités et toponymes de pays ou régions francophones, donné d'après saint Denis (Denis de Paris), premier évêque de Paris.
Ce toponyme est une forme simple à laquelle on a ajouté le saint patron de l'église au cours du XIIe siècle, suivant le processus courant reléguant le nom primitif en seconde position et utilisant la préposition "de". Aclon, attesté sous la forme Haqueron en 1219 est une combinaison de lundr et du vieux norrois hagi, « enclos ».

## Politique et administration
| Période                                  | Période                    | Identité          | Étiquette | Qualité                                  |
| ---------------------------------------- | -------------------------- | ----------------- | --------- | ---------------------------------------- |
| Les données manquantes sont à compléter. |                            |                   |           |                                          |
| juin 1995                                | mars 2001                  | Raymond Blondel   |           | Entrepreneur                             |
| mars 2001                                | En cours (au 10 août 2020) | Philippe Lefebvre |           | Retraité Réélu pour le mandat 2020-2026, |

## Démographie
L'évolution du nombre d'habitants est connue à travers les recensements de la population effectués dans la commune depuis 1793. Pour les communes de moins de 10 000 habitants, une enquête de recensement portant sur toute la population est réalisée tous les cinq ans, les populations de référence des années intermédiaires étant quant à elles estimées par interpolation ou extrapolation. Pour la commune, le premier recensement exhaustif entrant dans le cadre du nouveau dispositif a été réalisé en 2007.

En 2022, la commune comptait 128 habitants, en évolution de −3,76 % par rapport à 2016 (Seine-Maritime : +0,35 %, France hors Mayotte : +2,11 %).
| 1793 | 1800 | 1806 | 1821 | 1831 | 1836 | 1841 | 1846 | 1851 |
| ---- | ---- | ---- | ---- | ---- | ---- | ---- | ---- | ---- |
| 100  | 162  | 175  | 101  | 143  | 159  | 158  | 157  | 154  |

| 1856 | 1861 | 1866 | 1872 | 1876 | 1881 | 1886 | 1891 | 1896 |
| ---- | ---- | ---- | ---- | ---- | ---- | ---- | ---- | ---- |
| 153  | 174  | 156  | 143  | 155  | 152  | 164  | 160  | 168  |

| 1901 | 1906 | 1911 | 1921 | 1926 | 1931 | 1936 | 1946 | 1954 |
| ---- | ---- | ---- | ---- | ---- | ---- | ---- | ---- | ---- |
| 189  | 193  | 207  | 166  | 183  | 154  | 158  | 159  | 178  |

| 1962 | 1968 | 1975 | 1982 | 1990 | 1999 | 2006 | 2007 | 2012 |
| ---- | ---- | ---- | ---- | ---- | ---- | ---- | ---- | ---- |
| 184  | 209  | 271  | 274  | 235  | 196  | 179  | 177  | 144  |

| 2017 | 2022 | - | - | - | - | - | - | - |
| ---- | ---- | - | - | - | - | - | - | - |
| 132  | 128  | - | - | - | - | - | - | - |

## Culture locale et patrimoine

### Lieux et monuments
- Église Saint-Denis.
- Château de Monceau. Jusqu'à la Révolution, le château appartient à la famille de Pardieu, comtes d'Avremesnil.

### Héraldique
| Armes de Saint-Denis-d'Aclon | Les armes de la commune de Saint-Denis-d'Aclon se blasonnent ainsi : Parti : au 1er de gueules à la crosse contournée accostée des lettres capitales S et D le tout d'or, au 2e coupé au I d'azur à trois épis de blé tigés d'or en pal et sautoir, au II de sinople semé de touffes d'herbe au naturel ; à la haie en fasce affaissée d'or brochant sur la partition. |